# アンドレアス・クリステンセン
アンドレアス・クリステンセン（Andreas Christensen, 1996年4月10日 - ）は、デンマーク出身のプロサッカー選手。デンマーク代表。FCバルセロナ所属。ポジションはディフェンダー。

## 経歴

### キャリア初期
リリローで生まれ、地元のブレンビーの下部組織におよそ8年間所属。アーセナルやチェルシー、マンチェスター・シティ、バイエルン・ミュンヘンといったクラブによる争奪戦になっていたが、チェルシーの下部組織に入団。チェルシーを選んだ理由として「自分が好きなサッカーをしていたから」と答えている。
2012-13シーズン最終節のエヴァートン戦ではトップチームのメンバーに名を連ねたが、出場機会はなかった。この試合はラファエル・ベニテスの監督としての最終試合でもあり、2-1で勝利した。2013-14シーズンの前の米国へのツアーでは、トップチームのメンバーに名を連ね、クラブとプロ契約を交わした。

### クラブ

#### チェルシー
2014年10月28日、フットボールリーグカップ4回戦のシュルーズベリー・タウン戦でプロ初出場。この試合で右サイドバックとしてスターティングメンバーとしてフル出場し、クラブの2-1の勝利に貢献した。その後、2015年1月24日まで出場機会はなく、この日もまた右サイドバックとしてブラッドフォード・シティとのFAカップ戦での出場であった。この試合は2-4で敗北した。
自身の出場機会はなかったものの、チェルシーはトッテナム・ホットスパーを2-0で破り、フットボールリーグカップを制した。監督のジョゼ・モウリーニョは最終戦のプレイヤー・オブ・ザ・マッチは誰かと問われた際に複数の選手の名を挙げ、「シュルースベリー相手によくやったクリステンセンもそのひとりだ。何故なら我々はチームだからね。私は彼らを誇りに思うよ」と述べた（この試合の公式のプレイヤー・オブ・ザ・マッチはジョン・テリー）。
2015年4月13日、チェルシーU-19で臨んだUEFAユースリーグの決勝戦、シャフタール・ドネツィク戦ではオウンゴールを献上してしまったものの、最終的には3-2で勝利した。
同年5月24日、2014-15シーズン最終節のサンダーランド戦で、プレミアリーグ初出場。出場試合数の規定に満たず公式の優勝メダルは受け取れないが、モウリーニョはクリステンセンらトップチームの試合に出場したすべての選手に（レプリカの）優勝メダルを渡すと述べた。

#### ボルシアMG
2015年7月10日、ドイツのボルシア・メンヒェングラートバッハに2シーズンの契約でローン移籍。開幕から主力としてコンスタントに出場し、2016年2月5日、リーグ第20節のヴェルダー・ブレーメン戦では、ブンデスリーガ初ゴールを含む2ゴールを記録。ボルシアMGはクリステンセンの貢献を評価し、2015-16シーズン終了時点で1,425万ポンドの完全移籍オファーを出したものの、保有元であるチェルシーはこれを拒んだ。
2016-17シーズンも守備陣の主力として活躍し、2シーズンでリーグ戦62試合に出場した。

#### チェルシー復帰
ドイツでの活躍により2017-18シーズンはチェルシーに復帰し、トップチームのスカッドに組み込まれた。開幕節のバーンリー戦ではベンチスタートとなったもののガリー・ケーヒルの退場もあり前半の早々に交代出場をすると、次節のトッテナム戦では先発フル出場し、勝利に貢献した。2018年1月9日には、クラブと新たな4年半契約を交わし、このシーズン、クラブの最優秀若手選手に選出された。
2018-19シーズン、マウリツィオ・サッリが監督に就任すると、序列が低下し出場機会が減少。移籍を志願したと報じられたこともあったが、本人はこれを否定した。
2020-21シーズン、UEFAチャンピオンズリーグ決勝のマンチェスター・シティ戦では、ベンチスタートとなるも、チアゴ・シウヴァの負傷により前半39分から交代出場し、優勝に貢献した。
2021-22シーズン、チームはFAカップ決勝に進出したが、決勝のメンバー入りから外れることを自ら希望してメンバー外となった。チームはその試合でPK戦の末にリヴァプールに敗戦。
ロシアによるウクライナ侵略の影響で、プーチン大統領と友好な関係があったとされるチェルシーのオーナー、ロマン・アブラモヴィッチの資産がイギリス政府によって凍結され、契約更新ができなくなった。同シーズン終了後に契約満了に伴い退団が決まった。

#### バルセロナ
2022年7月4日、スペインのバルセロナに移籍。契約は2026年までの5年契約で、契約解除金は5億ユーロに設定された。2022-23シーズン開幕節のラージョ・バジェカーノ戦でバルセロナでの公式戦デビュー。クリステンセンが加わったバルセロナは、このシーズン、欧州5大リーグで最多となる16度のクリーンシートを達成した。

### 代表
2015年6月8日、ヴィボー・スタディオンで行われたモンテネグロとの親善試合で69分にピエール・エミール・ホイビュルクとの交代でデンマーク代表初出場。2017年11月15日のアイルランドとのFIFAワールドカップ予選・プレイオフ2ndレグで同点弾となる代表初得点を挙げ、デンマークのワールドカップ出場権獲得に貢献した。
2021年、UEFA EURO 2020ではグループリーグ第3戦のロシア戦で79分にミドルシュートで前述のアイルランド戦以来となるゴールを挙げて勝利、逆転での決勝トーナメント進出に貢献した。
2022年11月、FIFAワールドカップに臨むメンバーに選出され、グループリーグ第2戦のフランス戦でコーナーキックから1-1の同点とするゴールを挙げたが、その後逆転を許して1-2で敗れた。グループリーグ最終戦のオーストラリア戦で0-1と敗れたことでデンマークのグループステージ敗退が決定するが、クリステンセンは全3試合にフル出場した。

## 個人成績

### クラブ
| 国内大会個人成績 | 国内大会個人成績 | 国内大会個人成績 | 国内大会個人成績 | 国内大会個人成績 | 国内大会個人成績 | 国内大会個人成績 | 国内大会個人成績 | 国内大会個人成績 | 国内大会個人成績 | 国内大会個人成績 | 国内大会個人成績 |
| 年度             | クラブ           | 背番号           | リーグ           | リーグ戦         | リーグ戦         | リーグ杯         | リーグ杯         | オープン杯       | オープン杯       | 期間通算         | 期間通算         |
| 年度             | クラブ           | 背番号           | リーグ           | 出場             | 得点             | 出場             | 得点             | 出場             | 得点             | 出場             | 得点             |
| イングランド     | イングランド     | イングランド     | イングランド     | リーグ戦         | リーグ戦         | FLカップ         | FLカップ         | FAカップ         | FAカップ         | 期間通算         | 期間通算         |
| ---------------- | ---------------- | ---------------- | ---------------- | ---------------- | ---------------- | ---------------- | ---------------- | ---------------- | ---------------- | ---------------- | ---------------- |
| 2014-15          | チェルシー       | 31               | プレミアリーグ   | 1                | 0                | 1                | 0                | 1                | 0                | 3                | 0                |
| ドイツ           | ドイツ           | ドイツ           | ドイツ           | リーグ戦         | リーグ戦         | リーグ杯         | リーグ杯         | DFBポカール      | DFBポカール      | 期間通算         | 期間通算         |
| 2015-16          | ボルシアMG       | 3                | ブンデスリーガ   | 31               | 3                | -                | -                | 3                | 0                | 34               | 3                |
| 2016-17          | ボルシアMG       | 3                | ブンデスリーガ   | 31               | 2                | -                | -                | 3                | 0                | 34               | 2                |
| イングランド     | イングランド     | イングランド     | イングランド     | リーグ戦         | リーグ戦         | FLカップ         | FLカップ         | FAカップ         | FAカップ         | 期間通算         | 期間通算         |
| 2017-18          | チェルシー       | 27               | プレミアリーグ   | 27               | 0                | 4                | 0                | 3                | 0                | 34               | 0                |
| 2018-19          | チェルシー       | 27               | プレミアリーグ   | 8                | 0                | 4                | 0                | 2                | 0                | 14               | 0                |
| 2019-20          | チェルシー       | 4                | プレミアリーグ   | 21               | 0                | 0                | 0                | 2                | 0                | 23               | 0                |
| 2020-21          | チェルシー       | 4                | プレミアリーグ   | 17               | 0                | 0                | 0                | 3                | 0                | 20               | 0                |
| 2021-22          | チェルシー       | 4                | プレミアリーグ   | 19               | 0                | 1                | 0                | 3                | 1                | 23               | 1                |
| スペイン         | スペイン         | スペイン         | スペイン         | リーグ戦         | リーグ戦         | 国王杯           | 国王杯           | オープン杯       | オープン杯       | 期間通算         | 期間通算         |
| 2022-23          | バルセロナ       | 15               | ラ・リーガ       | 23               | 1                | 2                | 0                | -                | -                | 25               | 1                |
| 2023-24          | バルセロナ       | 15               | ラ・リーガ       | 30               | 2                | 3                | 0                | -                | -                | 33               | 2                |
| 2024-25          | バルセロナ       | 15               | ラ・リーガ       | 5                | 0                | 0                | 0                | -                | -                | 5                | 0                |
| 通算             | イングランド     | イングランド     | プレミアリーグ   | 93               | 0                | 10               | 0                | 14               | 1                | 117              | 1                |
| 通算             | ドイツ           | ドイツ           | ブンデスリーガ   | 62               | 5                | -                | -                | 6                | 0                | 68               | 5                |
| 通算             | スペイン         | スペイン         | ラ・リーガ       | 58               | 3                | 5                | 0                | -                | -                | 63               | 3                |
| 総通算           | 総通算           | 総通算           | 総通算           | 213              | 8                | 15               | 0                | 20               | 1                | 248              | 9                |

### 代表
| デンマーク代表 | 国際Aマッチ | 国際Aマッチ |
| 年             | 出場        | 得点        |
| -------------- | ----------- | ----------- |
| 2015           | 2           | 0           |
| 2016           | 8           | 0           |
| 2017           | 4           | 1           |
| 2018           | 9           | 0           |
| 2019           | 8           | 0           |
| 2020           | 7           | 0           |
| 2021           | 17          | 1           |
| 2022           | 7           | 1           |
| 2023           | 7           | 0           |
| 2024           | 5           | 0           |
| 通算           | 74          | 3           |

#### ゴール
| # | 開催日         | 開催地                                 | 対戦国       | スコア | 結果 | 大会                          |
| - | -------------- | -------------------------------------- | ------------ | ------ | ---- | ----------------------------- |
| 1 | 2017年11月14日 | ダブリン、アビバ・スタジアム           | アイルランド | 1-1    | 5-1  | 2018 FIFAワールドカップ・予選 |
| 2 | 2021年6月21日  | コペンハーゲン、パルケン・スタディオン | ロシア       | 3-1    | 4-1  | UEFA EURO 2020                |
| 3 | 2022年11月26日 | ドーハ、スタジアム974                  | フランス     | 1-1    | 1-2  | 2022 FIFAワールドカップ       |

## タイトル

### クラブ
チェルシー U-18
- FAユースカップ（2013-14）

チェルシー U-21
- U-21プレミアリーグ（2013-14）
- UEFAユースリーグ（2014-15）[8]

チェルシー
- フットボールリーグカップ（2014-15）
- FAカップ（2017-18）
- UEFAヨーロッパリーグ（2018-19）[32]
- UEFAチャンピオンズリーグ（2020-21）[19]
- UEFAスーパーカップ（2021）[33]
- FIFAクラブワールドカップ（2021）[34]

バルセロナ
- ラ・リーガ（2022-23, 2024-25）
- コパ・デル・レイ（2024-25）
- スーペルコパ・デ・エスパーニャ（2022-23, 2024-25）

### 個人
- チェルシー シーズン最優秀若手選手（2017-18）[17]
- デンマーク年間最優秀サッカー選手（2023）[35]